# Шишли джамия
Шишли джамия (на турски: Şişli Camii) е джамия, разположена на площад Шишли между булевард Бююкдере, улиците Халаскаргази и Abide-i Hürriyet в район Шишли в Истанбул, Турция.
Поради липсата на каквато и да е джамия в Шишли, който е включен в градската зона с бързото разрастване на града през 40-те години на миналия век, жителите поискват построяването на джамия. По инициатива на кмета Лютфи Кърдар парцел от 3219 м2 е продаден на символична цена на настоятелите на джамията.
Проектирана в класически османски архитектурен стил от архитект Али Васфи Егели, строителството ѝ започва през 1945 г. и е отворена за богослужения през 1949 г. Това е първата джамия в Турция, строена след 1923 г., в републиканската епоха.
Джамията, изградена от едрозърнест пясъчник, е разположена в ограден двор с три порти. Сградата има входна веранда с портик, покрита е с главен купол, ограден от три полукупола, и има минаре с една галерия с мукарни[поясни].
Над обкованата с гвоздеи главна входна врата е фиксиран калиграфски надпис на арабски, дело на Хамид Айтач (1891 – 1982). В центъра на двора шадраван с форма на дванадесетоъгълник предоставя вода за ритуално измиване. В двора има и помещения за имама, мюезина, други служители на джамията и библиотека.
До входа на джамията се стига по стълби. Вътре в центъра е разположен мраморен фонтан. От двете страни на входа са разположени пейки. Подът е покрит с розов килим и се отоплява отдолу. Таванът е декориран. По вътрешните стени има калиграфски надписи. Прозорците над мраморния михраб са със стъклописи.